# Hengstberg (Elsbethen)
Der Hengstberg im Gebiet der Salzburger Gemeinde Elsbethen ist ein 778 m ü. A. hoher Berg der Osterhorngruppe. Der Berg ist ein fast vollständig bewaldeter Vorberg des Mühlstein, östlich des Siedlungsraums von Elsbethen und südlich der Glasenbachklamm gelegen. Erschlossen ist der Berg durch eine Fahrstraße und etliche Wanderpfade. Sein Gipfel liegt unweit des Weges nach Gfalls und weiter zur Erentrudisalm, einem beliebten Ausflugsgasthof auf der Hochebene des Mühlsteins.

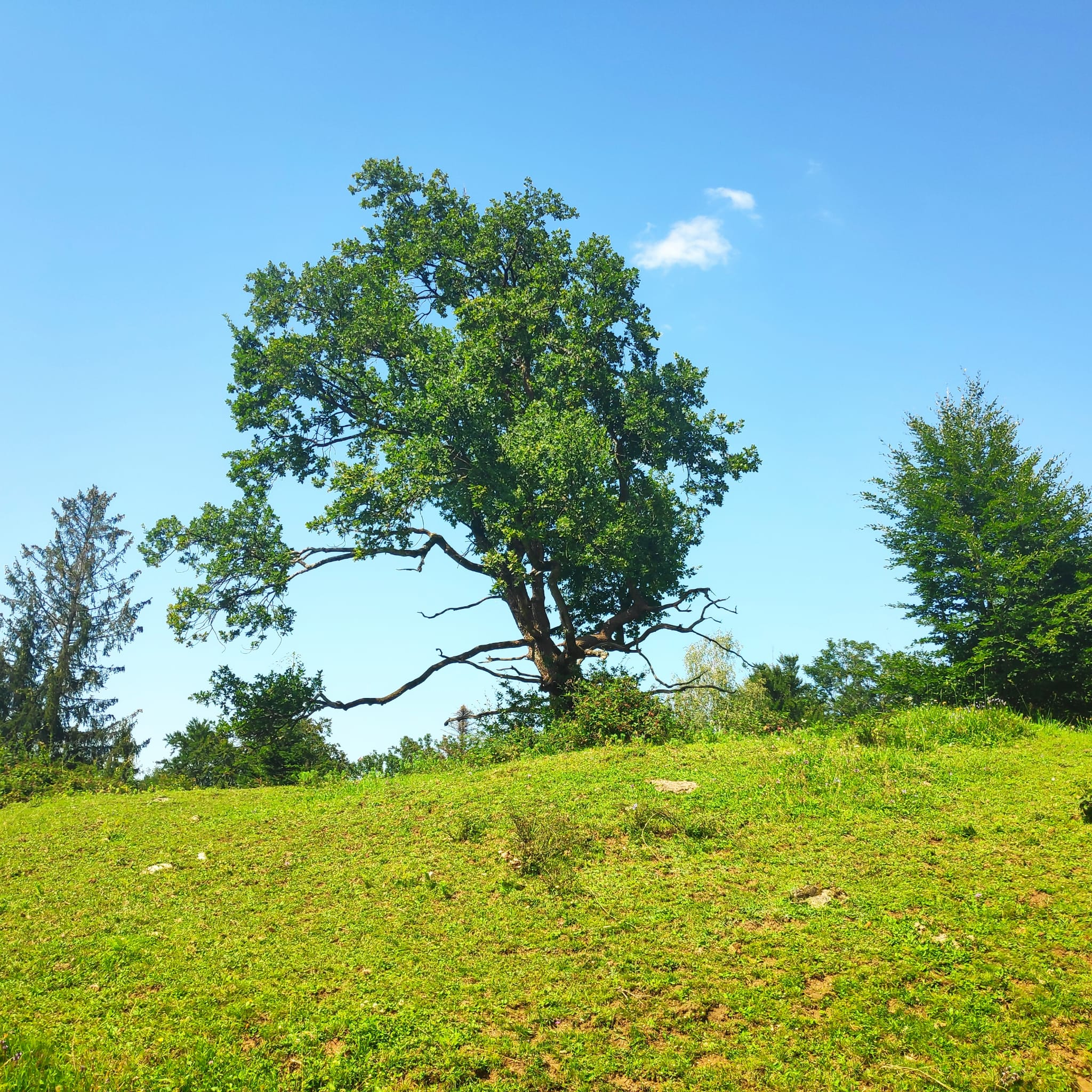
Gipfel des Hengstbergs